# Carro CV3/33
CV-33 (італ. Carro veloce CV-33; з 1938 року позначалася як L3/33)  — італійська танкетка періоду Другої світової війни. Легкий танк за національною італійською класифікацією. За час серійного виробництва в 1935 — 1944 роках вироблено близько 1400 одиниць. В 1930-ті роки  поставлялася в багато країн світу. Використовувалася в бойових діях в Абісинії, Китаї, Іспанії, Франції, на Балканах, в Північній Африці, Східній Африці, Італії і в СРСР. 

## Компонування
CV-33 була класичною танкеткою, що не мала башти. Компонування танкетки відрізнялася великою щільністю. 

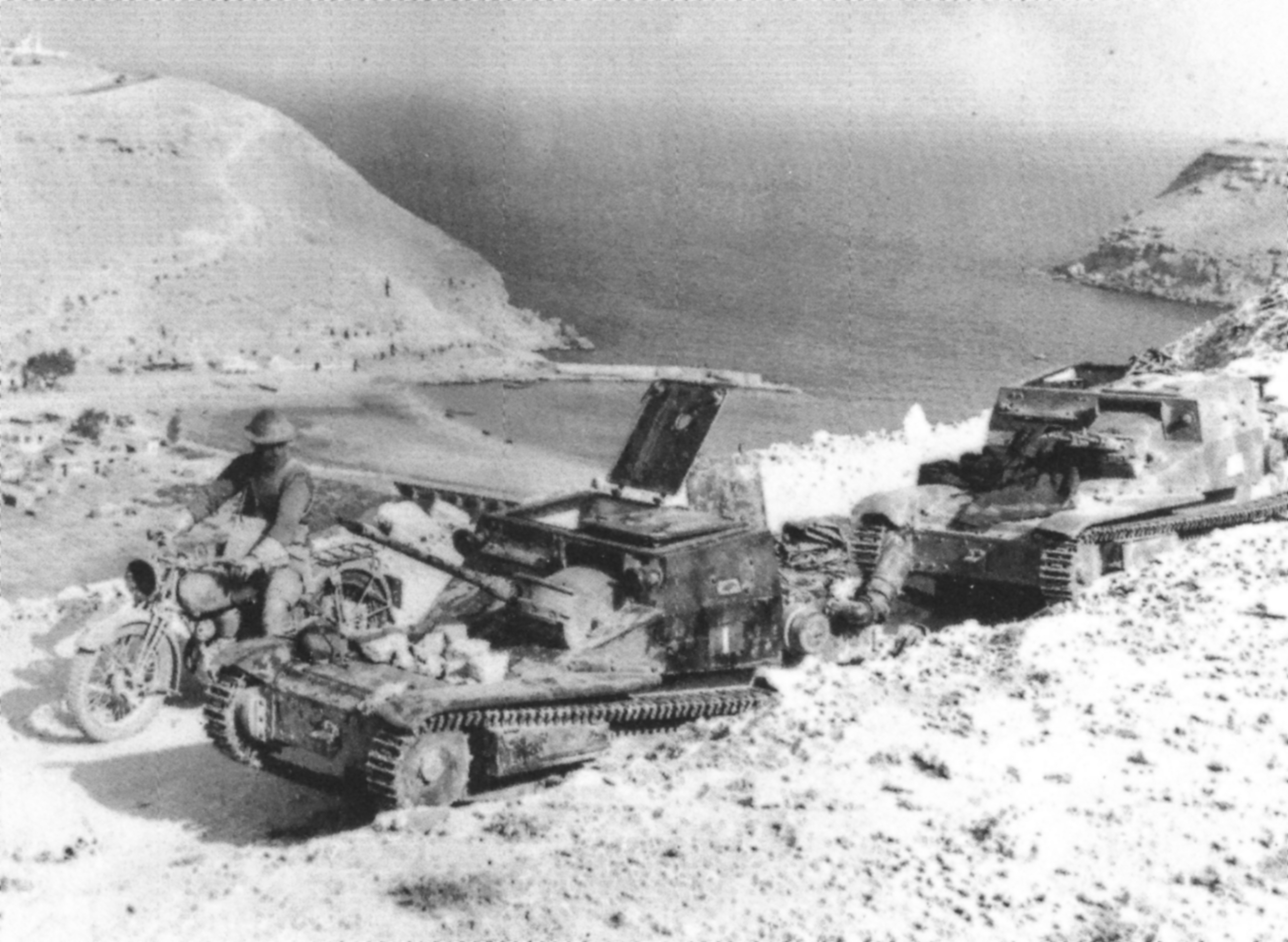

## Історія
В 1929 року фірма OTO закупила в Великій Британії партію танкеток «Карден-Лойд» Mk.VI. Чотири зразки були придбані в готовому вигляді, тоді як інші танкетки в кількості 21 штуки надійшли у вигляді машинокомплектів та були зібрані фірмою в 1929 — 1930 роках. Танкетка отримала в італійській армії позначення CV29  та відрізнялася від базового британського зразка лише наявністю відкидних броньових ковпаків над місцями екіпажу та установкою стандартних італійських 6,5-мм кулеметів. Базувалися переважно на автомобільних агрегатах, танкетки були порівняно прості та дешеві у виробництві, що і привернуло італійське військове міністерство. До 1934 року OTO придбала у «Віккерс-Армстронг» ліцензію на ексклюзивне виробництво танкеток Mk.VI в Італії, однак до того часу вони виявилися непотрібними. 
Після схвалення танкетки військовими, фірмою «Ансальдо» спільно з відомим автовиробником «Фіат» було прийнято рішення про створення своєї версії такої машини, для випуску якої було виділено один із заводів боєприпасів «Ансальдо». Танкетка була розроблена в 1931 — 1932 роках та напевне, достатньо відрізнялася від свого британського прообразу, щоб не викликати звинувачень у порушенні ексклюзивних прав OTO. При загальній схожості з Mk.VI танкетка «Фіат-Ансальдо» відрізнялася повністю закритим подовженим корпусом менш щільного компонування з посиленим бронюванням, в його фронтальній частині обмежено застосовувалися раціональні кути нахилу броньових листів. Також іншою була конструкція підвіски; як результат цих змін маса машини виявилася в 2,5 рази більшою, ніж у Mk.VI, що частково компенсувалося більш потужним двигуном. 

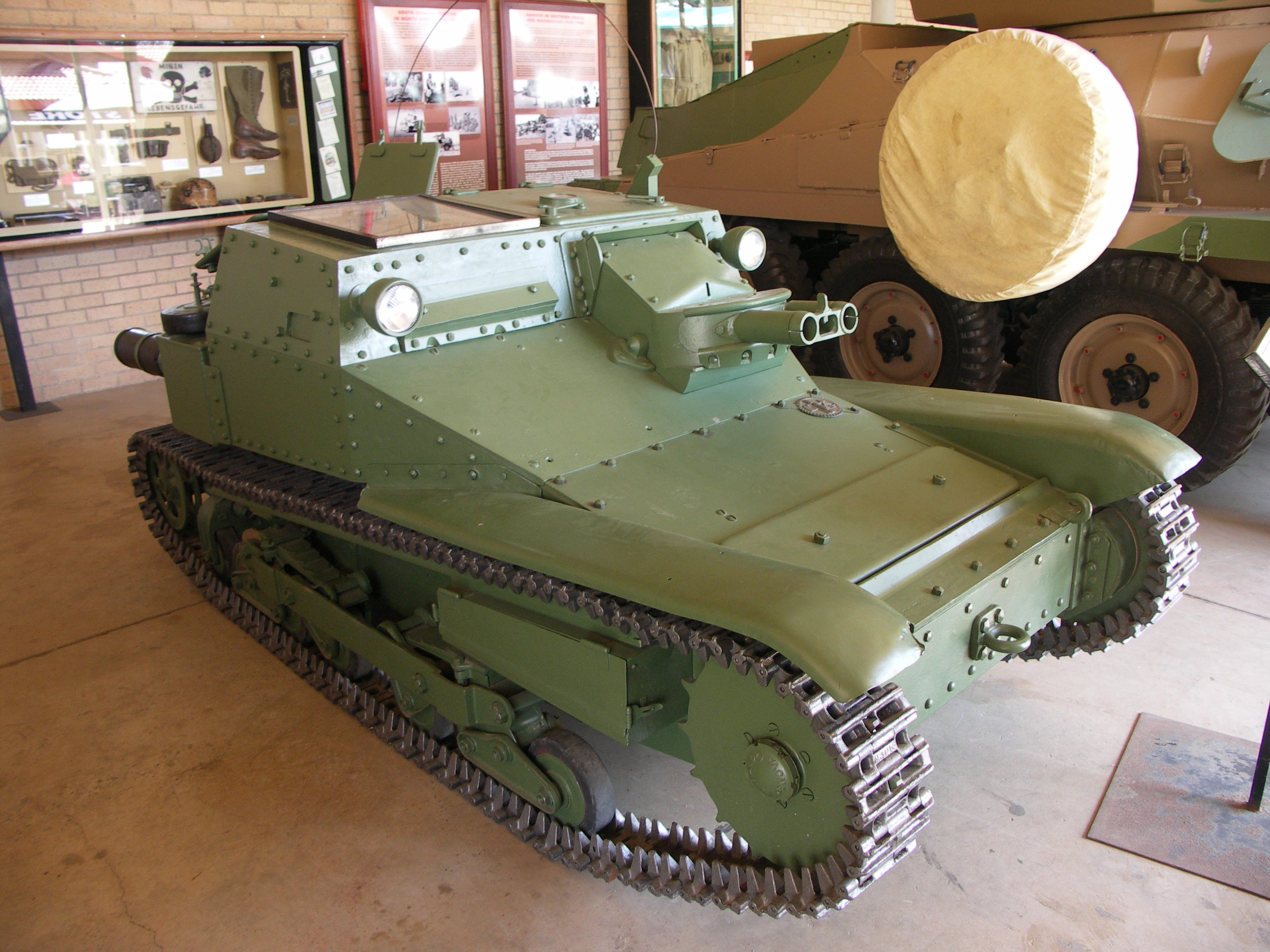
C.V.3/35

Танкетка пройшла випробування та після деякого доопрацювання була прийнята на озброєння італійської армії в 1933 році, під позначенням C.V.3/33. У тому ж році «Фіат-Ансальдо» було розпочато виконання першого замовлення на 100 одиниць. Незабаром після цього був виданий замовлення на серію машин з посиленим озброєнням, а третє та саме велике замовлення було видане в кінці 1935 року, після початку Другої італо-ефіопської війни; в цілому італійською армією було замовлено 1400 танкеток. Станом на початок червня 1936 армії була передана 1031 машина, але потім темпи виробництва знизилися і решта 369 танкеток були випущені лише до 1939 року. 
У ході серійного виробництва танкетка продовжувала удосконалюватися: з другої серії 6,5-мм кулемет був замінений на спарену установку більш сучасних 8-мм, а 1935 року складальні лінії переключилися на виробництво варіанту CV3/35 . Ряд джерел згадують про існування запущеної у виробництво в 1937 р. або 1938 р. модифікації C.V.3/38, що вирізнялася посиленою підвіскою, поліпшеним оглядовим приладом механіка-водія та озброєнням з двох більш сучасних 8-мм або одного 12,7-мм кулемета, проте в роботах італійських істориків про існування такої модифікації не згадується, а перераховані поліпшення належать до нездійсненої спроби модернізації танкетки що проводилася в ті роки, за винятком 12,7-мм кулемета, який встановлювався на незначній кількості машин з осені 1940 р.. У серійні машини ці зміни були внесені лише в 1942 році під час проведення «Ансальдо» модернізації парку танкеток. 

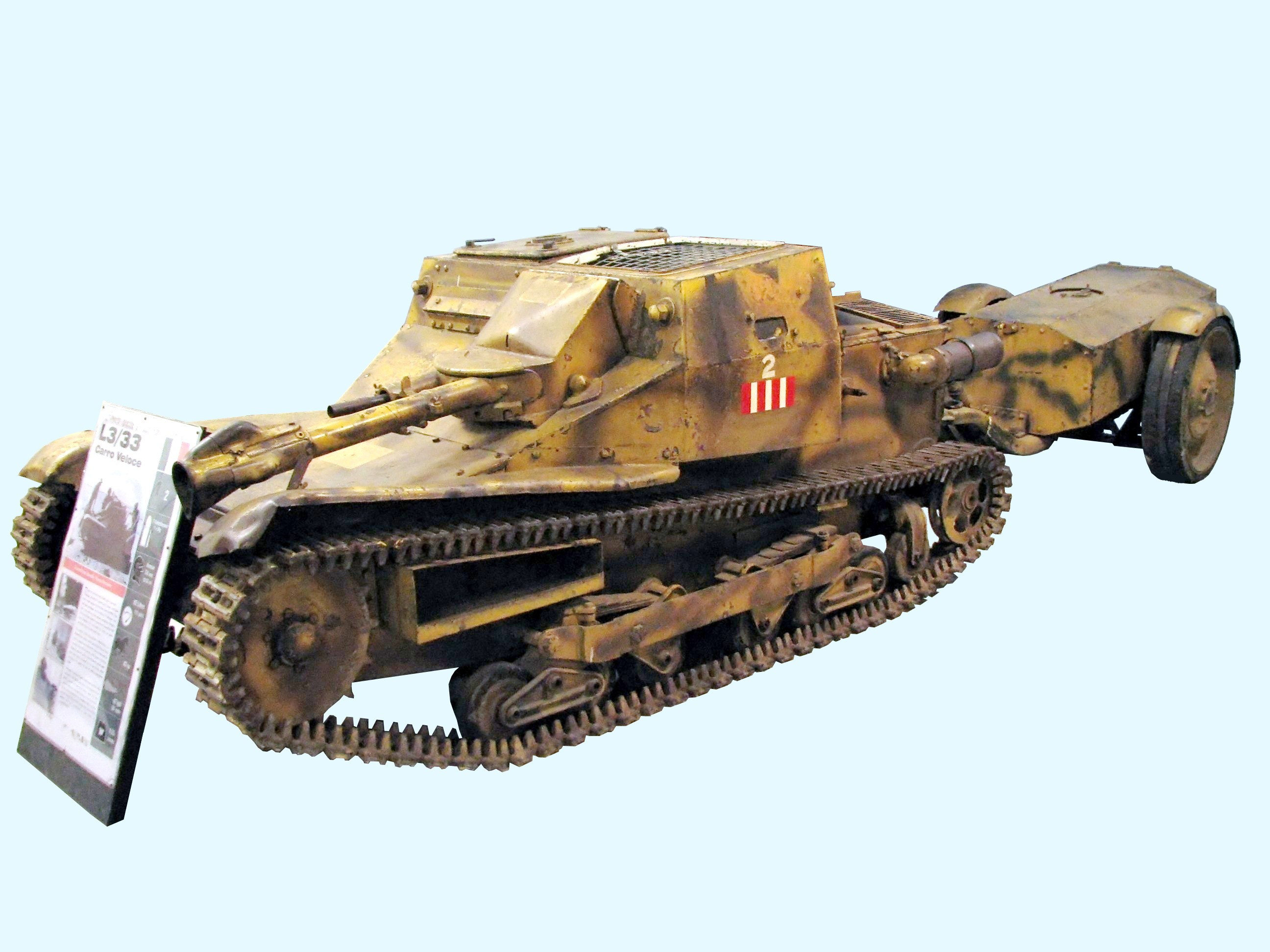
C.V.3/33 Lf

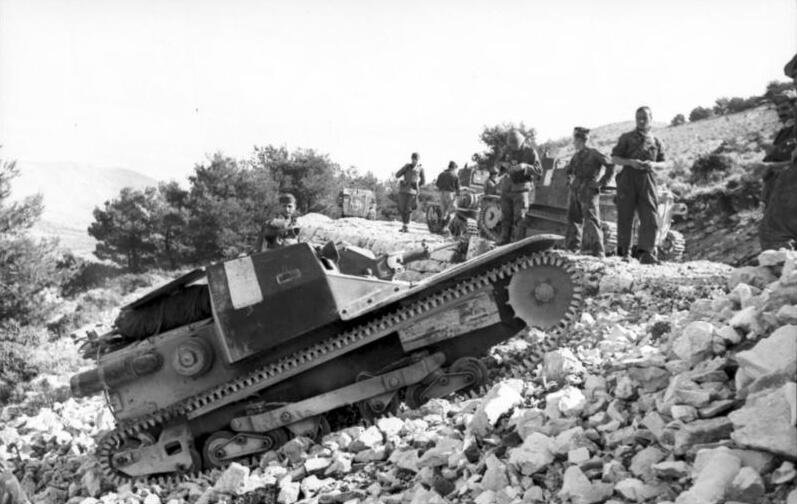

Випуск такої серії танкеток вивів італійську армію до середини 1930-х років до п'ятірки світових лідерів за кількістю гусеничних бойових броньованих машин. Значні обсяги випуску також дозволили італійським військовим експериментувати з великими бронетанковими підрозділами та створювати спеціалізовані машини на базі танкеток. Список останніх включав БРЕМ, мостоукладальники, вогнеметні танки та командирські машини. Мостоукладальники були переобладнані лише в числі кількох одиниць і не використовувалися в боях, проте вогнеметні та командирські машини випускалися серійно . 
Проте з часом, як і в інших країнах, які робили ставку на використання танкеток в ролі повноцінних бойових машин, в італійській армії настало розчарування у бойових можливостях C.V.3. Першим приводом для цього став досвід італо-ефіопської війни, яка показала важливість швидкого маневру вогнем. Розміщення озброєння в установці з обмеженими кутами горизонтального наведення дозволяло ефіопським воїнам брати танкетки «на абордаж» масованої піхотною атакою. Більш вдало проявили себе вогнеметні C.V.3 за рахунок високого психологічного дії своєї зброї. Тим не менше, навіть проти слабоозброєного, але хороброго супротивника танкетка виявилася неадекватною зброєю. Застосування C.V.3 в Громадянській війні в Іспанії показало їх високу вразливість на полі бою від сучасної танкової артилерії противника. Крім цього танкетки мали незадовільну оглядовість, погану командну керованість через відсутність радіозв'язку на лінійних машинах, недостатньо міцну підвіску яка не відповідає вимогам африканського театру військових дій, малий запас ходу. Водночас значна кількість тих, що були на озброєнні C.V.3, практично задовільнявших чисельно поточні потреби армії в танках, протягом декількох років стримувало інтерес армії до розробки більш досконалих машин. 
Станом на початок 1940 року, двокулеметні танкетки C.V. 3 становили більшість від загальної кількості бронетехніки італійської армії. 
Станом на 10 червня 1940 року, у збройних силах Італії було понад двох тисяч танкеток типу C.V.3 різних модифікацій (переважно, кулеметні C.V.3/35), більшість з них були зведені в 24 батальйони танкеток . 

## Варіанти та модифікації
- C.V.33 (Carro Veloce Ansaldo) — танкетка зр. 1933 року, озброєна 6,5-мм кулеметом Fiat Mod.14 (надалі, більшість танкеток були переозброєні 8-мм кулеметом Fiat Mod. 14/35);
- C.V.33 II serie (Mod.34) — танкетка зр. 1934, озброєна двома 8-мм кулеметами Fiat Mod. 14/35 і поліпшеним захистом. 1938 року отримала нове найменування — L.3/33
- C.V.35 I serie і C.V.35 II serie — такі модифікації, що мали незначні технологічні відмінності (спрощена верхня частина корпусу, зібрана на болтах замість заклепок у C.V.3/33)
- L.3/38 — танкетка зр. 1938 року виробництва, з новою ходовою частиною; замість двох 8-мм кулеметів був встановлений один 13,2-мм кулемет Breda Mod. 31 Tipo Marina.
- L.3/lf — вогнеметна танкетка[зн 3], відрізнялася заміною одного з кулеметів на пневматичний вогнемет з дальністю вогнеметання до 40 метрів; часто буксирувала причіп з 500-літровим баком для вогнесуміші, пізніше був створений варіант з установкою  60-літрового бака над моторним відділенням (замість причепа).
- L.3/r — командирська танкетка, оснащувалася радіостанцією RF 3 CVабо, в роки Другої світової, поліпшеною RF 1 CA і використовувалися командирами рот та батальйонів;  для розміщення необхідного командиру полку обладнання, розміри танкетки вважалися недостатніми[5] [13] [14].
- L.3 Zappatori — мостоукладальник на базі танкетки.
- L.3/cc (controcarro) — танкетка з встановленою 20-мм протитанковою рушницею Solothurn S18-100. 1941 року в Північній Африці кілька машин були переобладнані у військах для боротьби з британською легкою бронетехнікою
- L.3 trattore leggero — прототип легкоброньованого тягача для транспортування 47-мм протитанкової гармати Cannone 47/32 зр. 1935 року.

Крім того, деяка кількість танкеток було переобладнано в самохідні міномети, озброєні  45-мм легким мінометом M 35. 

## Служба та бойове застосування
- Королівство Італія
- Болгарія  — 1934 року було прийнято рішення про купівлю 14 танкеток C.V.3/33 (озброєних 8-мм кулеметом "Шварцлозе"), транспорт з технікою прибув у порт Варна 1 березня 1935 року. Танкетки надійшли на озброєння 1-ї танкової роти[15]
- Ефіопія — під час війни 1935-1936 рр.., 11 листопада 1935 при нападі із засідки на підрозділ італійців була захоплена одна танкетка  C.V.35.
- Австрія — закуплені в 1935 — 1937 рр..
- Третій Рейх — після аншлюсу Австрії 1938 року, танкетки австрійської армії надійшли на озброєння вермахту
- Афганістан — кілька танкеток закуплено в 1937 — 1939 рр..
- Угорщина
- Друга Іспанська республіка — C.V.3/35 поставлялися з Італії для франкістів[16]
- Ірак — кілька танкеток поставлено 1938 року
- Республіка Китай — приблизно 20 одиниць.
- Нікарагуа — дві танкетки придбані в 1930-ті роки, одна знаходилася на озброєнні аж до 1979 року[17].
- Парагвай
- Югославія

* після німецької окупації Югославії 1941 року і проголошення "незалежної держави Хорватія" кілька танкеток югославської армії надійшли на озброєння хорватських збройних сил

### Виноски
1. ↑  Скорочення від Carro Veloce — італ. «швидкий танк»
2. ↑  Поступаючись в рази за кількістю одиниць бронетехніки в збройних силах Франції та СРСР, Італія виявилася приблизно на рівні Німеччини та Великої Британії
3. ↑  італ. Lanciafiamme — «вогнемет»